# Zdislav Berka z Dubé a Lipé
Zdislav Berka z Dubé a Lipé, (kolem 1467/1470 – 11. září 1553 v Zákupech na mor ve věku kolem 80 let), byl český šlechtic, příslušník lipské větve rodu Berků z Dubé. Působil jako královský úředník a byl zakladatelem zámku Zákupy.

## Rod Berků z Dubé
Zdislav byl příslušník původně starého rodu Ronovců, z nichž se vyčlenila celá řada rodových větví, jednou z nich byli z kuřivodské linie Berkové z Dubé. Dědeček Jindřich Berka zvaný Dubský zemřel zhruba v době, kdy se Zbyněk narodil. Zdislavovým otcem byl Jaroslav Berka z Dubé, který byl pohřben v již zaniklém farním kostele sv. Petra a Pavla České Lípě roku 1493. V době kdy mu otec zemřel, byl naživu Zdislavův jediný bratr Adam (druhý Jiří zemřel) a otcovi bratři Petr a Jiří (Zdislavovi strýcové). V roce 1502 se konalo velké přerozdělování majetku vyvolané úmrtími v rodu. Část nevelkého majetku Zdislav s bratrem Adamem zdědili, ale roku 1505 ho oba prodali svému strýci Jiřímu. Nakonec Zdislav přežil i bratra Adama, zůstal z celé větve Berků sám, poslední a také s ním celá rodová větev vymřela po meči.

## Zdislavův vzestup moci

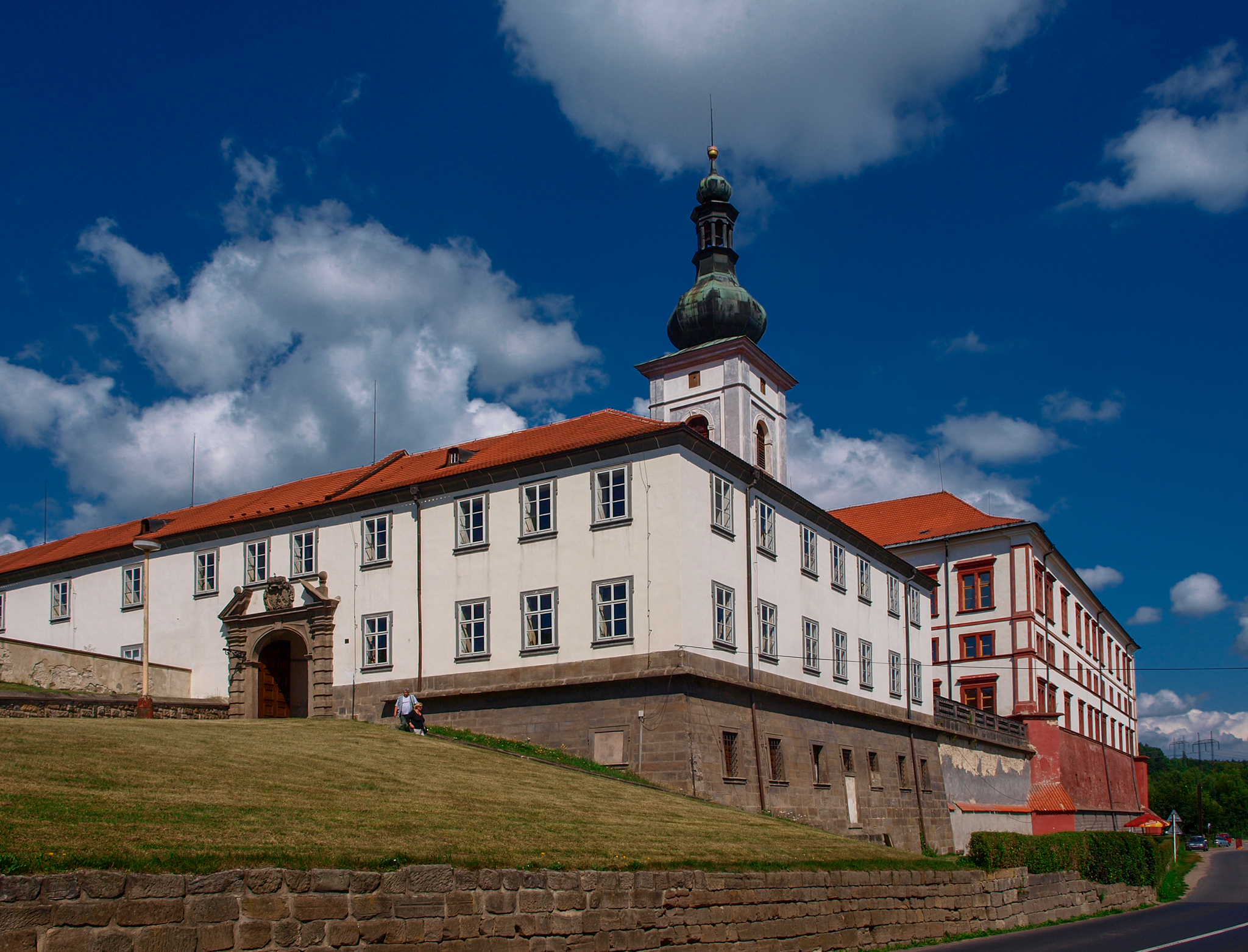
Zákupský zámek v současné podobě

Hlavním držitelem zákupského panství se stal roku 1518 odkoupením podílu od strýce Petra Berky z Dubé. Předtím se o něj dělili bratři Zbyněk, Zdislav, Jiřík, Václav, Jan a Jindřich Berkové v tzv. nedílu, společné správě. Když někdo z nich zesnul, díl se převáděl na jeho děti. Mimo Zákupského panství koupil Zdislav i panství Milštejn a obě je časem spojil.
Zdislav v roce 1519 nekoupil jen obě panství, ale také získal zhruba ve svých 50 letech první veřejnou funkci, stal se přísedícím komorního soudu a téhož roku byl spolu s dalšími šlechtici v Uhrách kvůli žádanému návratu krále Ludvíka Jagellonského do Čech. V roce 1522 se stal poručníkem dětí zesnulého strýce Petra Berky (od něhož Zákupy kupoval) spolu s Beatrix z Kolovrat, vdovou po Petru Berkovi. Po návratu Ludvíka Jagellonského na trůn v Čechách začala jeho kariéra, byl jím jmenován nejvyšším zemským sudím.
I díky podpoře krále Ferdinanda I. se stal fojtem Horní Lužice (od roku 1527), od svého bratrance roku 1528 koupil Jablonné, pro své Zákupy získal od krále povýšení na město (1541) a městský znak se znakem Berků z Dubé. Jsou i záznamy o držení hradu Milštejn od roku 1532. Roku 1532 vykoupil od svých příbuzných (včetně nevlastních dětí) Zákupy zcela a stal se dědičným pánem zámku s okolím. Roku 1541 pro své město městský znak od krále Ferdinanda I. a začal s budováním zámku na místě vyhořelé tvrze, svého budoucího hlavního sídla a Milštejn opustil, nicméně si jej i okolí ponechal ve své správě. Do zámku v Zákupech se přestěhoval z České Lípy i se svou druhou ženou, svárlivou Beatrix. Beatrix byla dříve ženou jiného Berky, strýce Petra, měla s ním mnoho dětí a všechny je přivedla do Zákup. O děti se společně se svým novým manželem postarala dobře. Než si Zdislav svou tetu Beatrix se svolením církve (tzv. papežský dispens) roku 1530 (1531?) vzal, byl ženat s Magdalénou z Šebířova. Beatrix v Zákupech záhy zemřela a oženil se brzy znovu, potřetí. Byla to Anna z Vartenberka, která jej přežila.
Zdislav Berka patřil mezi přívržence Ferdinanda I. Habsburského, který za jeho podporu při nezdařeném povstání části české šlechty a poté při volbě českým králem získal odměnou řadu hodností a úřadů, znovu nejvyšší sudí a královský rada. Úřad sudího roku 1534 vzdal ve prospěch bratrance Jindřicha Berky z Dubé a převzal funkci nejvyššího hofmistra spojenou s předsednictvím komorního soudu. Tu podržel až do své smrti. Stal se zároveň místodržitel českého krále v dobách jeho nepřítomnosti, což byl vrchol jeho kariéry. Některé z funkcí byly formálně bezplatné.
V roce 1542 získal Mělník a později i řadu vesnic kolem něj. Do zvelebování Mělníka v dalších 10 letech mnoho investoval. Roku 1549 se vzdal úřadu fojta v Horní Lužici. V Zákupech roku 1550 zahájil stavbu nového kostela, dokončení stavby v roce 1560 se již nedočkal, protože zemřel roku 1553 na mor.
Byl třikrát ženatý, ale žádná z jeho žen mu potomky nedala, ač své děti s jinými muži měly. Svou závěť stále upravoval s nadějí, že se syna dočká. Protože se nedočkal, podle jiného ustanovení závěti se jeho dědicem na zákupském panství stal syn jeho bratrance Jindřicha Zbyněk Berka. Ten se však ujmul jeho správy až po třech letech roku 1556, protože jej předtím užívala vdova po Zdislavovi, Anna z Vartenberka.

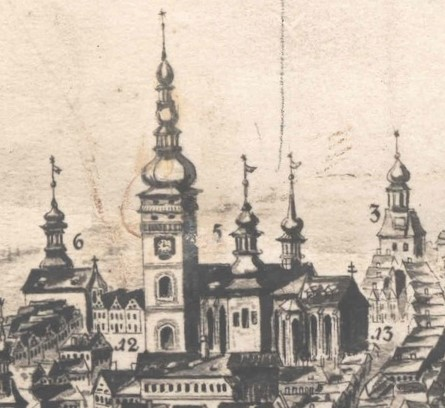
Zanikklý kostel sv. Petra a Pavla (výřez z veduty z roku 1787)

Zdislav zemřel sice v Zákupech, velkolepý pohřeb měl v České Lípě a k tamním kostele sv. Petra a Pavla byl pochován. Kostel však později vyhořel. Kryptu rodu Berků vybudoval v Zákupech až jeho nástupce na panství Zbyněk Berka.

## Erb
Berkové mají v erbu, stejně jako všechny ostatní odnože Ronovců, černé sukovité větve čili ostrve na žlutém poli. Ty se staly i součástí městského znaku města Zákupy, které Berkům náleželo.